# Cichladusa ruficauda
Tordo-das-palmeiras-rabirruivo ou tordo-das-palmeiras-de-cauda-vermelha (Cichladusa ruficauda) é uma espécie de ave da família Muscicapidae.
Pode ser encontrada nos seguintes países: Angola, República Centro-Africana, República do Congo, República Democrática do Congo, Guiné Equatorial, Gabão e Namíbia.
Os seus habitats naturais são: florestas secas tropicais ou subtropicais e matagal húmido tropical ou subtropical.